# Гейлсборо (Нью-Йорк)
Гейлсборо (англ. Hailesboro) — переписна місцевість (CDP) в США, в окрузі Сент-Лоуренс штату Нью-Йорк. Населення — 544 особи (2020).

## Географія
Гейлсборо розташоване за координатами 44°18′42″ пн. ш. 75°25′59″ зх. д. / 44.31167° пн. ш. 75.43306° зх. д. (44.311552, -75.433089).  За даними Бюро перепису населення США в 2010 році переписна місцевість мала площу 12,45 км², з яких 12,24 км² — суходіл та 0,21 км² — водойми.

## Демографія
Згідно з переписом 2010 року, у переписній місцевості мешкали 624 особи в 262 домогосподарствах у складі 177 родин. Густота населення становила 50 осіб/км².  Було 274 помешкання (22/км²).
Расовий склад населення:
| - 97,3 % — білих - 0,5 % — чорних або афроамериканців - 0,3 % — корінних американців - 0,2 % — азіатів |

До двох чи більше рас належало 1,4 %. Частка іспаномовних становила 1,4 % від усіх жителів.
За віковим діапазоном населення розподілялося таким чином: 21,0 % — особи молодші 18 років, 61,4 % — особи у віці 18—64 років, 17,6 % — особи у віці 65 років та старші. Медіана віку мешканця становила 44,1 року. На 100 осіб жіночої статі у переписній місцевості припадало 89,1 чоловіків;  на 100 жінок у віці від 18 років та старших — 94,9 чоловіків також старших 18 років.
Середній дохід на одне домашнє господарство  становив 48 434 долари США (медіана — 44 519), а середній дохід на одну сім'ю — 56 273 долари (медіана — 49 583). За межею бідності перебувало 20,0 % осіб, у тому числі 55,3 % дітей у віці до 18 років та 0,0 % осіб у віці 65 років та старших.
Цивільне працевлаштоване населення становило 270 осіб. Основні галузі зайнятості: освіта, охорона здоров'я та соціальна допомога — 21,1 %, виробництво — 18,9 %, роздрібна торгівля — 16,7 %, будівництво — 15,6 %.